# بلاگویا گئورگیفسکی
بلاگویا گئورگیفسکی (مقدونی: Благоја Георгиевски؛ ۱۵ اکتبر ۱۹۵۰ – ۲۹ ژانویهٔ ۲۰۲۰) بازیکن بسکتبال اهل یوگسلاوی بود.
وی در مسابقات کشوری و بین‌المللی در مجموع برندهٔ ۲ مدال طلا، ۲ مدال نقره شده‌است.